# Paviljoensgracht

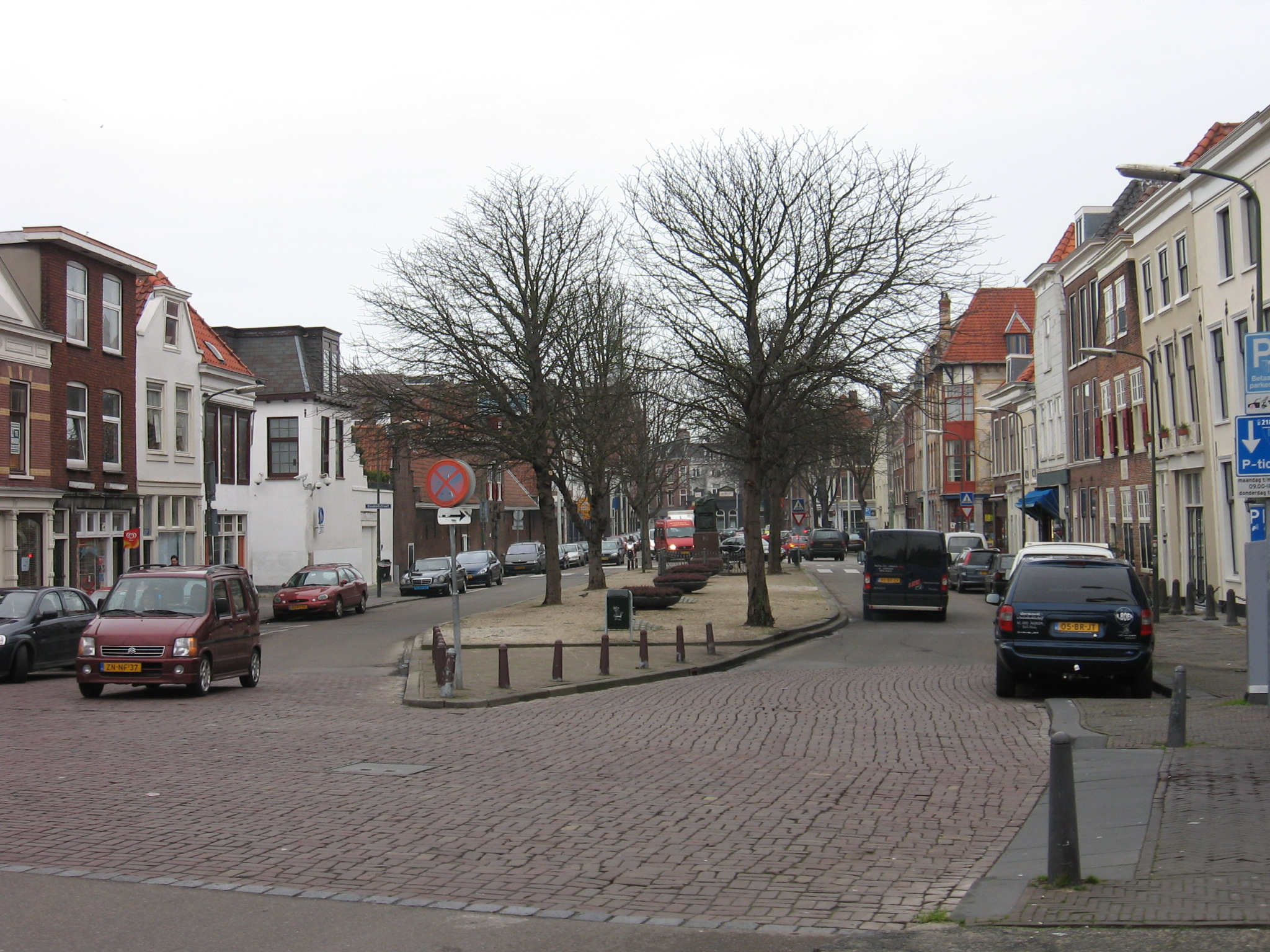
Paviljoensgracht (2007)

De Paviljoensgracht is een rond 1900 gedempte gracht in de oude binnenstad van Den Haag. Er bevinden zich aan deze gracht een aantal bijzondere en monumentale panden. De straat heeft te maken met een druk autoverkeer en vormt tegenwoordig onderdeel van de parkeerroute. De gracht was vroeger verbonden met de (Dunne) Bierkade.

## Spinoza
Een van de beroemdste bewoners van de gracht was Spinoza. Het Spinozahuis, waar hij de laatste jaren van zijn leven woonde en in 1677 overleed, is op nummer 72. Het is herkenbaar aan de rode luiken. Op de middenpad, tussen de bomen, staat een standbeeld van Spinoza. Spinoza was een Nederlands filosoof en denker.

## Hofje
Aan de Paviljoensgracht 51-125 is het Heilige Geesthofje uit het begin van de 17de eeuw. Om een bijna vierkante tuin heen staan negentien dubbele huisjes, elk met een trapgevel. Bij de toegangspoort is de Regentenkamer van het hofje, die pas in 1647 werd gebouwd.

## Theater de Poort
Op nummer 18 was een klein theater met 72 zitplaatsen, de naam staat op de gevel. Het pand stond een tijdje leeg voordat het in 2009 verkocht werd aan de WOM (Wijkontwikkelingsmaatschappij) die het opknapte en nu verhuurt aan een oud-papierwinkel aldaar.

## Tram
Tussen 1906 en 1926 reed tramlijn 6 (Station HS-Vaillantlaan-Om en Bij-Herderstraat-Spui-Plein) in één richting (richting Plein) over de Paviljoensgracht. In de andere richting werd via Gedempte Gracht-Herderstraat gereden. Toen in 1926 de Grote Marktstraat geopend werd verhuisde lijn 6 daarheen. 

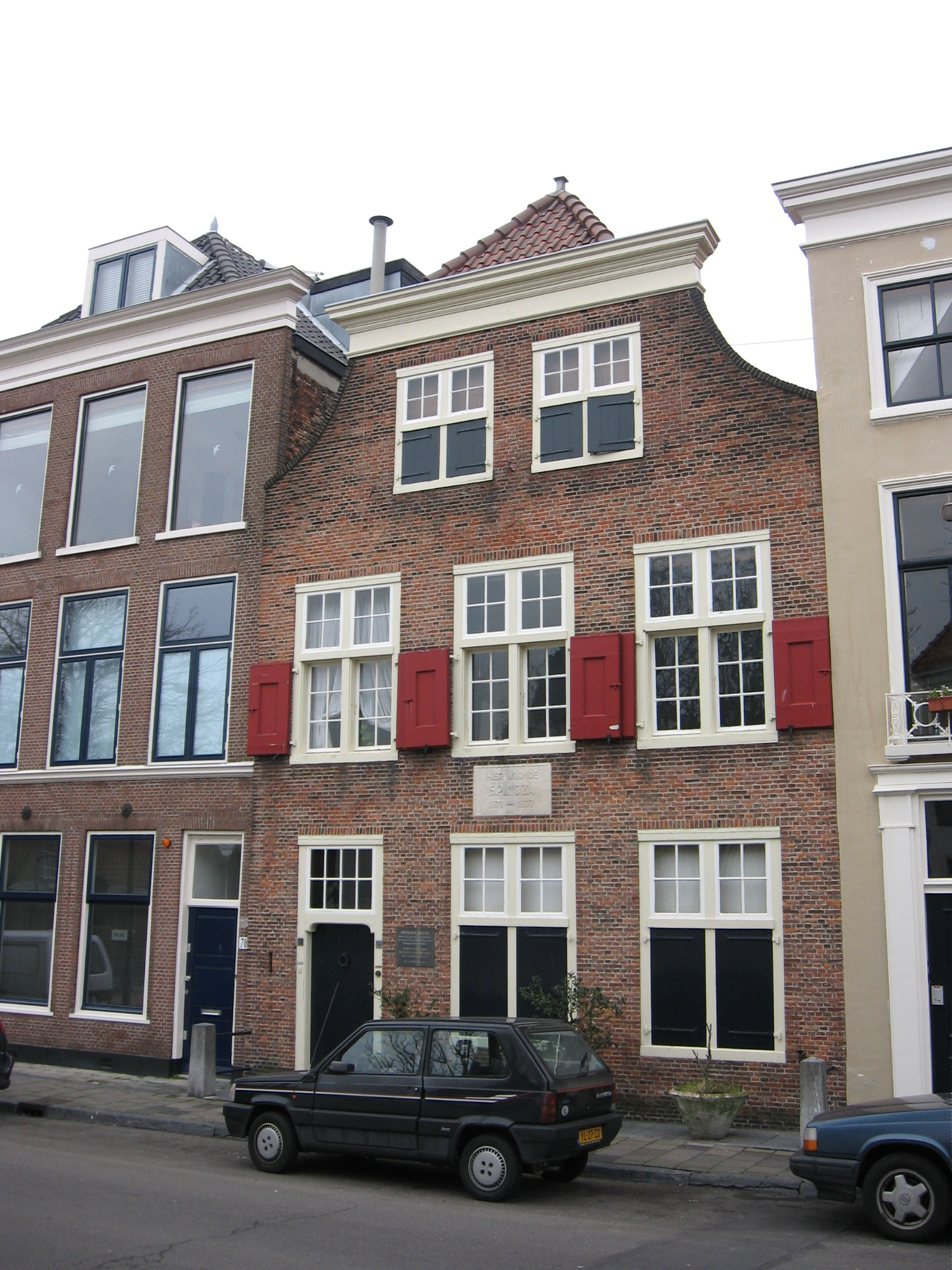
Spinozahuis
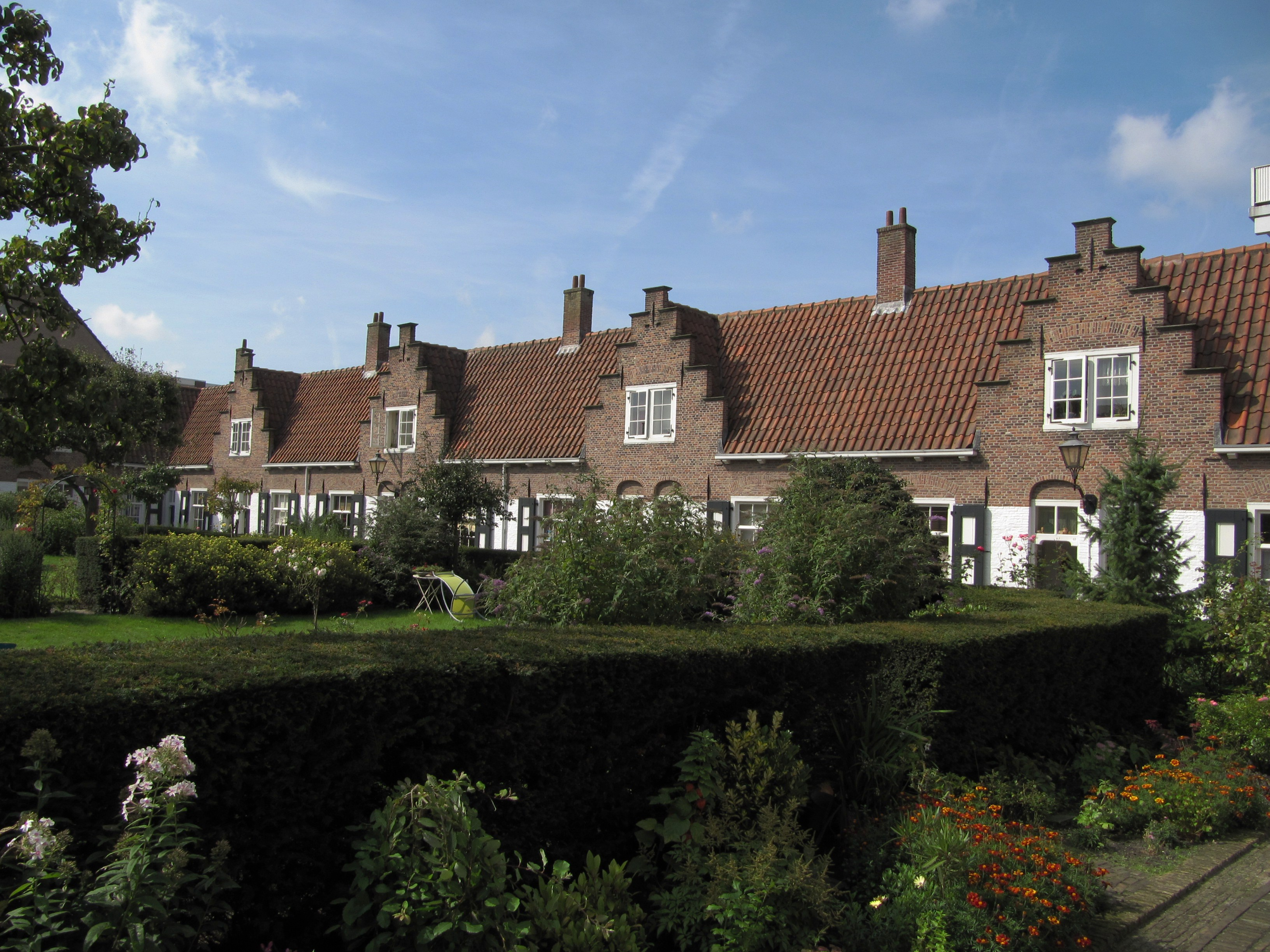
Heilige Geesthofje